# Seznam děkanů Fakulty informatiky Masarykovy univerzity
Toto je seznam děkanů Fakulty informatiky Masarykovy univerzity.
1. Jiří Zlatuška (1994–1998)
2. Luděk Matyska (1998–2004)
3. Jiří Zlatuška (2004–2011)
4. Michal Kozubek (2011–2015)
5. Jiří Zlatuška (2015–04/2019, 09/2019–2023)[2]
6. Jiří Barnat (od 2023)[2]